# Фехтування на Літній універсіаді 2019
Фехтування на літній Універсіаді 2019 — змагання з фехтування в рамках літньої Універсіади 2019 року, що проходили з 4 липня по 9 липня в італійському місті Салерно, на території спортивного центру Centro Universitario Sportivo CUS Salerno. Були розіграні 12 комплектів нагород.

## Історія
Турнір з фехтування на Універсіадах постійно входять до змагальної програми. Цей вид програми є обов'язковим для літніх Універсіад.
На минулій Універсіаді в Тайбеї перемогу здобула команда Угорщини, яка зібрала 6 медалей, з них 3 золотих. Японія, Росія та Україна здобули по дві золоті медалі.
Програма нинішніх ігор порівняно з попередніми не змінилася.

## Правила участі
Заходи з фехтування організовані у відповідності з останніми технічними правилами Міжнародної федерації фехтування.
У відповідності з Положенням FISU, спортсмени повинні відповідати таким вимогам для участі у Всесвітній універсіаді (стаття 5.2.1):
- До змагань допускаються студенти, які навчаються нині у закладах вищої освіти, або закінчили вишне більше року тому.
- Всі спортсмени повинні бути громадянами країни, яку вони представляють.
- Учасники повинні бути старше 17-ти років, але молодше 28-ми років на 1 січня 2019 року (тобто допускаються тільки спортсмени народилися між 1 січня 1991 року та 31 грудня 2001 року).

## Календар
| ЦВ | Церемонія відкриття | ● | Кваліфікації | 2 | Фінали змагань | ЦЗ | Церемонія закриття |

| Липень     | 2 Вт | 3 Ср | 4 Чт | 5 Пт | 6 Сб | 7 Нд | 8 Пн | 9 Вт | 10 Ср | 11 Чт | 12 Пт | 13 Сб | 14 Нд | Змагання |
| ---------- | ---- | ---- | ---- | ---- | ---- | ---- | ---- | ---- | ----- | ----- | ----- | ----- | ----- | -------- |
| Фехтування |      | ЦВ   | 2    | 2    | 2    | 2    | 2    | 2    |       |       |       |       | ЦЗ    | 12       |

## Результати

### Чоловіки
| Дисципліна                 | Золото                   | Срібло                     | Бронза                                            |
| -------------------------- | ------------------------ | -------------------------- | ------------------------------------------------- |
| Шабля. Особисті. Чоловіки  | О Сангук Південна Корея  | Фредерік Кіндлер Німеччина | Маттео Нері Італія Разван Урсачі Румунія          |
| Шпага. Особисті. Чоловіки  | Мартін Рубес Чехія       | Дмитро Гусєв Росія         | Гьомін Чжан Південна Корея Войцех Коланчик Польща |
| Рапіра. Особисті Чоловіки  | Даміано Розателлі Італія | Гійом Бьянчі Італія        | Медді Еліс Франція Юто Вено Японія                |
| Шабля. Командні. Чоловіки  | Південна Корея           | Німеччина                  | Франція                                           |
| Шпага. Командні. Чоловіки  | Південна Корея           | Росія                      | Італія                                            |
| Рапіра. Командні. Чоловіки | Італія                   | Південна Корея             | Росія                                             |

### Жінки
| Дисципліна              | Золото                      | Срібло                | Бронза                                            |
| ----------------------- | --------------------------- | --------------------- | ------------------------------------------------- |
| Шабля. Особисті. Жінки  | Сара Бальцер Франція        | Люсія Лукаріні Італія | Мікела Баттістон Італія Сюїн Чжеон Південна Корея |
| Шпага. Особисті. Жінки  | Александра Луї Марі Франція | Євгенія Жаркова Росія | Роберта Марзани Італія Ніколь Таль Ізраїль        |
| Рапіра. Особисті. Жінки | Еріка Кіпресса ́ Італія      | Морган Патру Франція  | Камілла Манчіні Італія Маліна Келугеряну Румунія  |
| Шабля. Командні. Жінки  | Італія                      | Франція               | Південна Корея                                    |
| Шпага. Командні. Жінки  | Росія                       | Італія                | Польща                                            |
| Рапіра. Командні. Жінки | Італія                      | Росія                 | Франція                                           |

## Медальний залік фехтування
*   Країна-господарка (  Італія)
| Місце                | Країна               | Золото | Срібло | Бронза | Загалом |
| -------------------- | -------------------- | ------ | ------ | ------ | ------- |
| 1                    | Італія*              | 5      | 3      | 5      | 13      |
| 2                    | Південна Корея       | 3      | 1      | 3      | 7       |
| 3                    | Франція              | 2      | 2      | 3      | 7       |
| 4                    | Росія                | 1      | 4      | 1      | 6       |
| 5                    | Чехія                | 1      | 0      | 0      | 1       |
| 6                    | Німеччина            | 0      | 2      | 0      | 2       |
| 7                    | Румунія              | 0      | 0      | 2      | 2       |
| 7                    | Польща               | 0      | 0      | 2      | 2       |
| 9                    | Японія               | 0      | 0      | 1      | 1       |
| 9                    | Ізраїль              | 0      | 0      | 1      | 1       |
| Загалом (10 збірних) | Загалом (10 збірних) | 12     | 12     | 18     | 42      |